# Огубь
Огубь— деревня в Жуковском районе Калужской области России. Входит в состав сельского поселения «Деревня Верховье».

## География
Находится на берегу реки Угодка и озера Огублянка. 
Рядом  — Стрелковка, Костинка. 

## История
В 1922 южнее деревни на урочище Михалёва гора был открыт могильник — группа из 23 курганов и городище бронзового века абашевской культуры.
В конце XVI века  значилось во владении Бориса Годунова, вместе с Костино и Росляковкой.
В 1782 году село относилась к Малоярославецкому уезду, во владении  Александра Александровича Нарышкина.
В 1841 году владение княгини Любови Петровной Голицыной.

## Население
| 2002 | 2010 |
| ---- | ---- |
| 38   | ↘36  |